# Juan Ramón "Chilo" Zaragoza
Juan Ramón "Chilo" Zaragoza (Concepción del Uruguay, provincia de Entre Ríos, Argentina, 14 de julio de 1953 - La Plata, 9 de junio de 1975) fue un estudiante argentino militante de la Federación Juvenil Comunista que fue asesinado el 9 de junio de 1975 durante la presidencia de María Estela Martínez de Perón por causa de sus actividades políticas en el ámbito de la universidad en la que estudiaba.

## Estudios y militancia
Nació el 14 de julio de 1953 en Concepción del Uruguay, Entre Ríos, Argentina. Era hijo de Juan Ramón "Tito" Zaragoza y Luisa Cecchini. Realizó sus estudios primarios en la Escuela Justo José de Urquiza. Siendo alumno de 4º grado obtuvo el 1º Premio en los Juegos Florales por su cuento ‘En el bosque’, habiendo participado de los mismos alumnos de todas las escuelas de Entre Ríos.
En 1966 inició sus estudios secundarios en la Escuela Normal Mariano Moreno, en la que aprobó el ciclo básico. Luego pasó al Colegio Nacional Justo José de Urquiza, donde obtuvo el título de bachiller, figurando en el Cuadro de Honor de su promoción. Simultáneamente se recibió de profesor superior de guitarra.
En 1971 se trasladó a La Plata e ingresó a la Facultad de Ciencias Exactas de la Universidad Nacional de La Plata, como alumno de la carrera de Bioquímica, destacándose como uno de los mejores de su promoción, y en 1975 cursaba regularmente el 5º año y además era delegado de curso del Centro de Estudiantes y militaba en la Federación Juvenil Comunista.

## Asesinato
La noche del 9 de junio de 1975 un grupo armado perteneciente a la Alianza Anticomunista Argentina (la Triple A), lo secuestró de su departamento. Desde la Policía se comunicaron para avisar a los familiares que lo tenían detenido pero cuando viajaron a La Plata, Chilo había sido encontrado muerto y con varios escopetazos, en Berisso. Su hermano Néstor Omar (Neco) fue quien lo identificó.
Su asesinato puede haber estado ligado a su labor dentro del Centro de Estudiantes. A fines de 1974, mediante la sanción de la Ley 8271, la provincia de Buenos Aires aprobó la creación del Colegio de Bioquímicos, quien a partir de ese momento fiscalizó el ejercicio profesional. En mayo de 1975, el rector interventor de la UNLP, a propuesta del Delegado Interventor de la Facultad de Ciencias Exactas, resolvió la eliminación de la Carrera de Bioquímica, reemplazándola por orientaciones de la Licenciatura en Química. Los alumnos de 5º y 6º año de la Carrera de Bioquímica, con el apoyo del Centro de Estudiantes de la Facultad y bajo el liderazgo de Chilo, se opusieron tenazmente a la desaparición de la carrera. Consiguieron entrevistas con legisladores provinciales y nacionales y lograron que la situación tome estado público. Exactamente dos años después del secuestro de Chilo, su hermano Neco, estudiante de Medicina, fue detenido-desaparecido.
A fines de 1975, el nuevo Rector Normalizador sancionó la Resolución 619, que deroga las nuevas orientaciones de la Licenciatura en Química, reimplantando la Carrera de Bioquímica en la Facultad de Ciencias Exactas de la UNLP. 
El Departamento de Ciencias Biológicas de la Facultad de Ciencias Exactas, en 1991 ha nombrado un aula en la planta baja del edificio de Química honrando a Chilo Zaragoza. Además, lo continúan recordando al denominar así distintas actividades, incluyendo torneos de fútbol. Una agrupación estudiantil de la facultad lleva por nombre "Chilo Zaragoza" en su homenaje y desde junio de 2001 existe en La Plata el Centro por los Derechos Humanos Hermanos Zaragoza.